# Georgische Davis-Cup-Mannschaft
Die georgische Davis-Cup-Mannschaft (georgisch საქართველოს დეივისის თასის ნაკრები) ist die Tennisnationalmannschaft Georgiens.

## Geschichte
1994 nahm Georgien erstmals am Davis Cup teil, zuvor waren die Spieler Teil der sowjetischen Mannschaft. Das beste Resultat erreichte die Mannschaft in den Jahren 2007 und 2008 mit dem Erreichen der Europa/Afrika-Gruppenzone I. Bester Spieler ist Irakli Uschangischwili mit 29 Siegen bei insgesamt 28 Teilnahmen. Er ist damit gleichzeitig Rekordspieler seines Landes.